# Xã Daggett, Michigan
Xã Daggett (tiếng Anh: Daggett Township) là một xã thuộc quận Menominee, tiểu bang Michigan, Hoa Kỳ. Năm 2010, dân số của xã này là 714 người.